# Coleophora kuehnella
Coleophora kuehnella é uma espécie de mariposa do gênero Coleophora pertencente à família Coleophoridae.